# Thymus leucotrichus
Thymus leucotrichus là một loài thực vật có hoa trong họ Hoa môi. Loài này được Halácsy miêu tả khoa học đầu tiên năm 1902.

## Hình ảnh

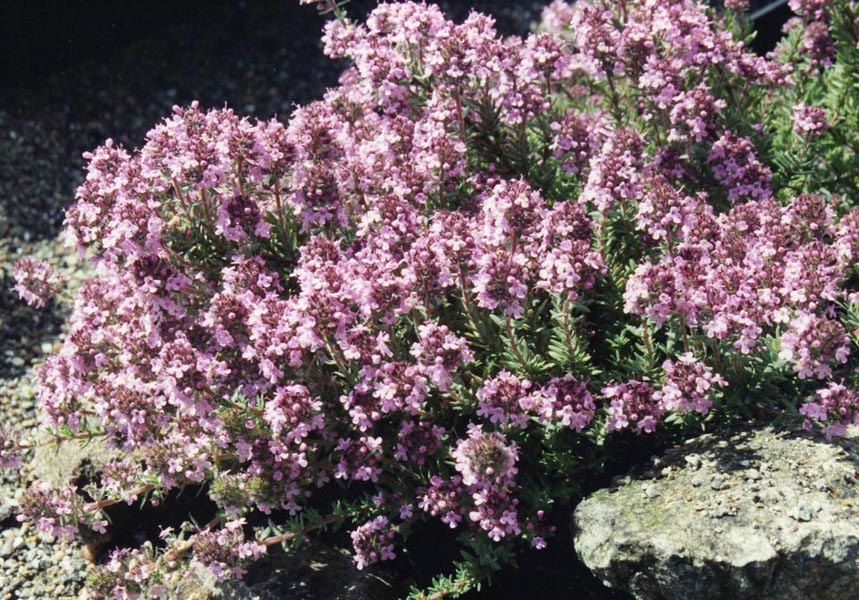
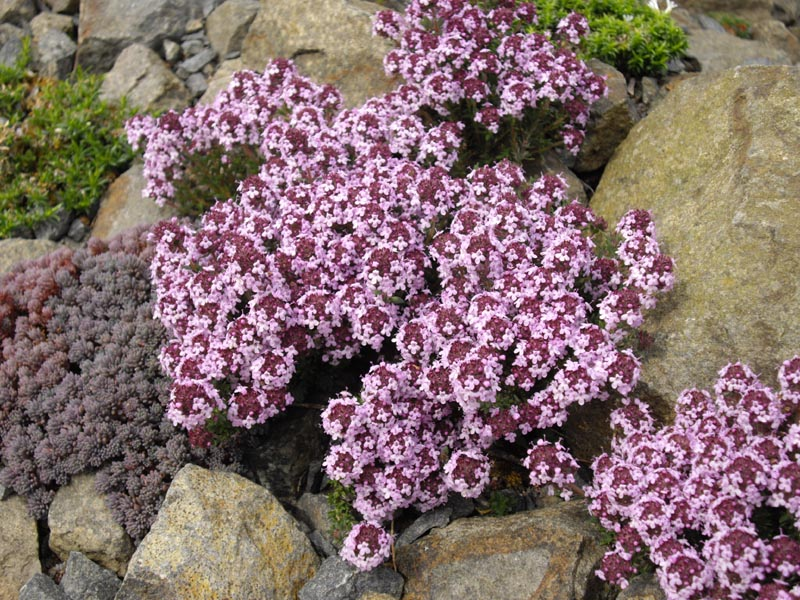
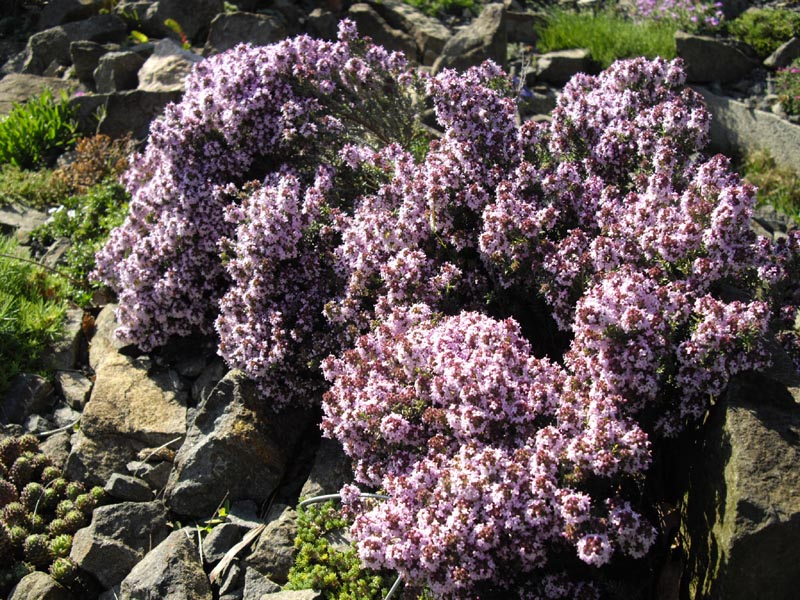
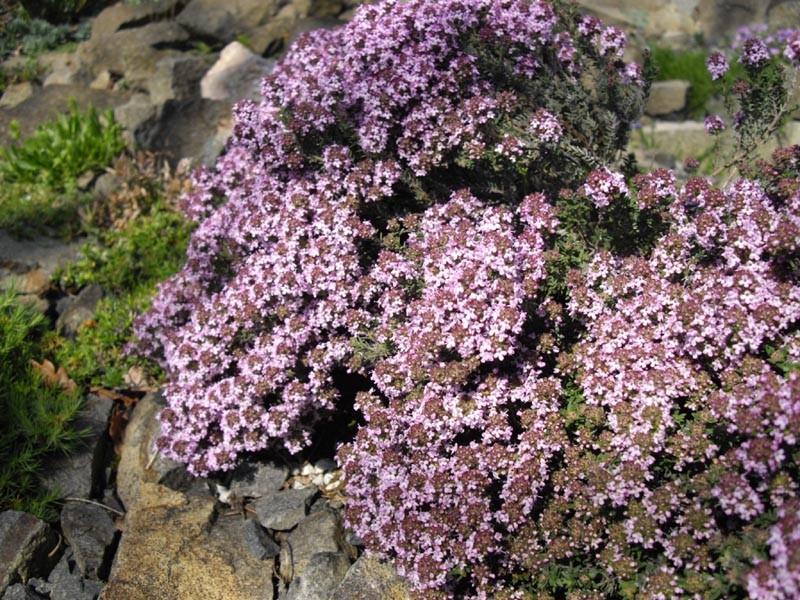